# 地震調査研究推進本部
地震調査研究推進本部（じしんちょうさけんきゅうすいしんほんぶ、英語: Headquarters for Earthquake Research Promotion）は、日本の官公庁の一つであり、文部科学省の特別の機関である。略称は地震本部（じしんほんぶ）、推本（すいほん）。

## 概要
地震防災対策特別措置法に基づき設置された文部科学省の特別の機関である。地震の調査・研究に関する業務を一元的に担っており、調査・研究の成果を関係機関に提供することで、地震による被害の軽減を目指している。下部組織として有識者らによる政策委員会、地震調査委員会が置かれ、その配下にも多様な部会やワーキンググループなどが設置されており、それらを通じ知見の集積がなされている。
以前は科学技術庁長官が地震予知推進本部に続き、地震調査研究推進本部長に充てられていたが、中央省庁再編後は、文部科学大臣が地震調査研究推進本部長に就くものと定められている（特別措置法第八条第一項）。内閣官房副長官、および内閣府・総務省・文部科学省・経済産業省・国土交通省の各事務次官ら次官級の担当者が本部員として参画しており、そのうち、文部科学事務次官が本部長代理として指定されている。また、国土地理院長や気象庁長官は、本部員ではないものの「常時出席者」と位置づけられ、各会合に参加している。地震調査研究推進本部傘下の各委員会には、大学などさまざまな研究機関の研究者らが多数所属している。事務局は文部科学省研究開発局地震火山防災研究課が担当しており、中央合同庁舎第7号館東館に設置されている。

## 沿革
- 1974年11月、科学技術庁を中心とした地震予知関係省庁による「地震予知研究推進連絡会議」が設置された[8]。
- 1976年10月29日に、東海地震の発生を危惧した内閣は、科学技術庁に「地震予知推進本部」を設置した[9]。これに伴い、地震予知研究推進連絡会議は廃止された。
- 1995年1月17日に発生した兵庫県南部地震（阪神・淡路大震災）の経験から、「地震に関する調査研究の成果が国民や防災を担当する機関に十分に伝達され活用される体制になっていなかった」[2]との反省に基づき、地震防災対策特別措置法が制定された。
- 1995年7月18日、地震調査研究推進本部は、同法に基づき新設されることになり、総理府の下部機関として誕生した。初代本部長には田中眞紀子が就任した。これに伴い、地震予知推進本部は同年7月17日付けで廃止された。
- 2001年1月6日、中央省庁等改革基本法に基づく中央省庁再編が行われ、地震調査研究推進本部は総理府から文部科学省に移管された。

## 他機関との関係
地震調査研究推進本部が連携する主要な機関としては、内閣府中央防災会議、文部科学省科学技術・学術審議会測地学分科会、国土地理院地震予知連絡会、気象庁地震防災対策強化地域判定会が挙げられる。
地震調査研究推進本部は地震の調査・研究を担うのに対して、中央防災会議は日本の全ての防災行政を担う機関である。そのため、地震調査研究推進本部から中央防災会議に対し地震防災に関する知見が提供されるとともに、地震調査研究推進本部の推進する研究について中央防災会議からの意見反映がなされている。なお、地震調査研究推進本部の研究方針の策定にあたっては、文部科学省科学技術・学術審議会の建議なども参考にされており、測地学分科会の意向も反映されている。

## 組織
その時々の検討事項に応じて、部会、小委員会、分科会などが新設あるいは廃止される。下に示したものは、2014年5月現在の組織。過去には、たとえば政策委員会の下部に「新しい総合的かつ基本的な施策に関する専門委員会」が、地震調査委員会の下部に「衛星データ解析検討小委員会」が設置されていた。
- 本部会議
  - 政策委員会
    - 総合部会
    - 調査観測計画部会

  - 地震調査委員会
    - 長期評価部会
      - 活断層評価分科会
      - 活断層評価手法等検討分科会
      - 海溝型分科会

    - 強震動評価部会
      - 強震動予測手法検討分科会
      - 地下構造モデル検討分科会
      - 地震動予測地図高度化ワーキンググループ(長期評価部会の下部組織でもある)

    - 津波評価部会
    - 高感度地震観測データの処理方法の改善に関する小委員会
    - 地震活動の予測的な評価手法検討小委員会

### 政策委員会
各省庁が管掌し国家として行われる地震研究及び地震観測について、政策立案、予算配分の調整、広報方針などを決定する。関係省庁の局長級幹部、地方自治体の長、学識経験者らが委員となる。

## 各委員会・部会の活動

### 地震調査委員会：地震活動の評価
気象庁のほか、地震の調査研究を行っている他の国家機関や大学などからの情報を集約し、日本国内の主な地震活動について"政府としての"評価をおこなう。前記の国立大学や独立行政法人などの研究者が委員となり、毎月定期的に会合を行うほか、大地震が発生した場合には一両日中に臨時会を開き、地震活動の状況を検討して評価文を毎回公表している。
地震調査委員会では2002年から「全国地震動予測地図」を発表している。この「全国地震動予測地図」について事務局を務める文部科学省の担当者は「予測地図は確率の高低は示しているが、低い地域に『安全宣言』を出しているわけではない」としている。ただ、過去には2016年に熊本地震が起きた熊本県、2018年に北海道地震があった北海道、2024年に能登半島地震のあった石川県で、企業誘致のPRにおいて地震リスクが小さいとする点の説明に「全国地震動予測地図」を使用していたことがわかっており、防災意識に影響を与えているとの指摘もある。

### 長期評価部会：地震ごとの危険度評価
長期評価部会は、日本周辺で想定される大地震の発生可能性（地震ごとの危険度）を評価し公表している。日本周辺のプレート境界や活断層で起こるいわゆる固有地震について、一定期間内の地震の発生確率あるいは大地震の再来間隔、それによる毎回の地震動の大きさを示すもの。
2001年9月に南海トラフの地震の発生確率を初めて発表、2002年には主要15活断層（確率を算出できたのは12断層）と2地域の海溝型地震の発生確率を発表して以来、毎年確率の変化を発表している。しかし、これらの評価で想定していなかった東北地方太平洋沖地震が2011年3月に発生したことを受け、同年6月には、評価の参考とする調査に津波堆積物、海域の活断層、プレート運動のひずみや応力、海底の地殻変動などを新たに加え、津波の想定も行うことを発表した。同年11月の再評価では東北地方太平洋沖地震についての知見をまとめ、「東北地方太平洋沖型の地震」として評価に加えた。また2013年5月には、南海トラフの地震についても知見をまとめ、従来よりも幅広く"南海トラフにおけるM8から9のプレート間地震"を確率の算出対象とし、単独や連動などさまざまな様式での地震発生の可能性について再評価を行った。

### 強震動評価部会：地点ごとの地震動の危険度評価
強震動評価部会は、地震ごとの危険度を織り込みつつ、日本各地で想定される地震動の発生可能性（地点ごとの地震動の危険度）を評価し公表している。一定期間内における最大の地震動（加速度・速度・震度）あるいは一定期間内における地震動レベル別の発生確率を示す。2002年に国内一部地域を対象とした「確率論的地震動予測地図の試作版（地域限定）」を発表、2005年には対象を国内全域に拡げた「全国を概観した地震動予測地図」を発表、2009年には地震動の確率と各断層（固有地震）毎の予想地震動を併せて改良した 「全国地震動予測地図」を発表。これらはウェブページ「地震ハザードステーション」などで公開されている。

### 津波評価部会
津波評価部会は、地震ごとの危険度を織り込みつつ、日本沿岸各地で想定される津波の発生可能性（地点ごとの津波の危険度）を評価し公表する予定。東日本大震災発生と南海トラフ巨大地震の対策強化の流れの中で、2013年に設置された。

## 歴代本部長

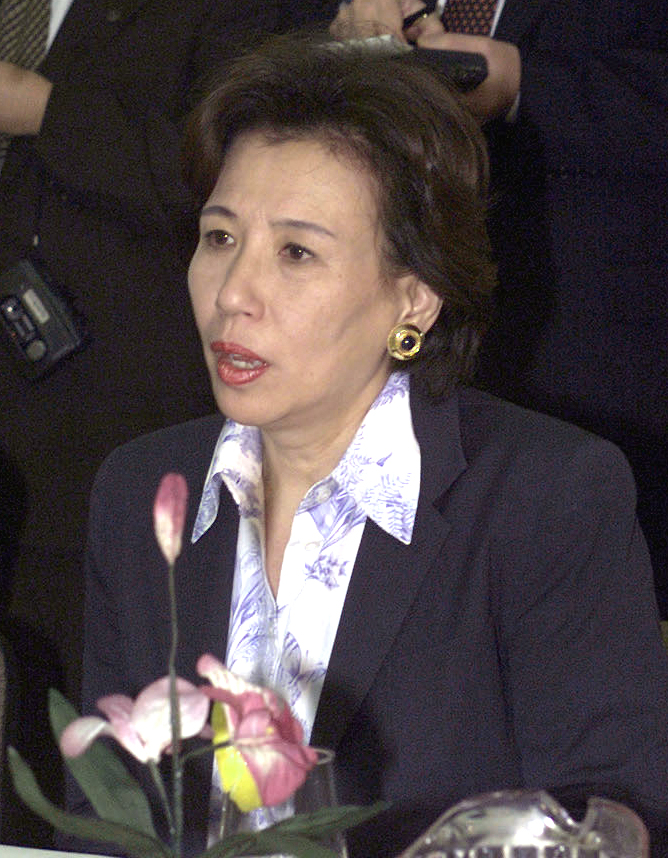
初代
地震調査研究推進本部長
田中眞紀子

| 代                                   | 氏名                             | 内閣                                            | 在任期間                         |
| 地震調査研究推進本部長（総理府）     | 地震調査研究推進本部長（総理府） | 地震調査研究推進本部長（総理府）                | 地震調査研究推進本部長（総理府） |
| ------------------------------------ | -------------------------------- | ----------------------------------------------- | -------------------------------- |
| 1                                    | 田中眞紀子                       | 村山内閣                                        | 1995年7月18日 - 1995年8月8日     |
| 2                                    | 浦野烋興                         | 村山内閣                                        | 1995年8月8日 - 1996年1月11日     |
| 3                                    | 中川秀直                         | 第1次橋本内閣                                   | 1996年1月11日 - 1996年11月7日    |
| 4                                    | 近岡理一郎                       | 第2次橋本内閣                                   | 1996年11月7日 - 1997年9月11日    |
| 5                                    | 谷垣禎一                         | 第2次橋本内閣                                   | 1997年9月11日 - 1998年7月30日    |
| 6                                    | 竹山裕                           | 小渕内閣                                        | 1998年7月30日 - 1999年1月14日    |
| 7                                    | 有馬朗人                         | 小渕内閣                                        | 1999年1月14日 - 1999年10月5日    |
| 8                                    | 中曾根弘文                       | 小渕内閣                                        | 1999年10月5日 - 2000年4月5日     |
| 9                                    | 中曾根弘文                       | 第1次森内閣                                     | 2000年4月5日 - 2000年7月4日      |
| 10                                   | 大島理森                         | 第2次森内閣                                     | 2000年7月4日 - 2000年12月5日     |
| 11                                   | 町村信孝                         | 第2次森内閣                                     | 2000年12月5日 - 2001年1月5日     |
| 地震調査研究推進本部長（文部科学省） |                                  |                                                 |                                  |
| 12                                   | 町村信孝                         | 第2次森内閣                                     | 2001年1月6日 - 2001年4月26日     |
| 13                                   | 遠山敦子                         | 第1次小泉内閣                                   | 2001年4月26日 - 2003年9月22日    |
| 14                                   | 河村建夫                         | 第1次小泉内閣                                   | 2003年9月22日 - 2003年11月19日   |
| 15                                   | 河村建夫                         | 第2次小泉内閣                                   | 2003年11月19日 - 2004年9月27日   |
| 16                                   | 中山成彬                         | 第2次小泉内閣                                   | 2004年9月27日 - 2005年9月21日    |
| 17                                   | 中山成彬                         | 第3次小泉内閣                                   | 2005年9月21日 - 2005年10月31日   |
| 18                                   | 小坂憲次                         | 第3次小泉内閣                                   | 2005年10月31日 - 2006年9月26日   |
| 19                                   | 伊吹文明                         | 安倍内閣                                        | 2006年9月26日 - 2007年9月26日    |
| 20                                   | 渡海紀三朗                       | 福田康夫内閣                                    | 2007年9月26日 - 2008年8月2日     |
| 21                                   | 鈴木恒夫                         | 福田康夫内閣                                    | 2008年8月2日 - 2008年9月24日     |
| 22                                   | 塩谷立                           | 麻生内閣                                        | 2008年9月24日 - 2009年9月16日    |
| 23                                   | 川端達夫                         | 鳩山由紀夫内閣                                  | 2009年9月16日 - 2010年6月8日     |
| 24                                   | 川端達夫                         | 菅直人内閣                                      | 2010年6月8日 - 2010年9月17日     |
| 25                                   | 高木義明                         | 菅第1次・第2次改造内閣                          | 2010年9月17日 - 2011年9月2日     |
| 26                                   | 中川正春                         | 野田内閣                                        | 2011年9月2日 - 2012年6月4日      |
| 27                                   | 平野博文                         | 野田内閣                                        | 2012年6月4日 - 2012年10月1日     |
| 28                                   | 田中真紀子                       | 野田内閣                                        | 2012年10月1日 - 2012年12月26日   |
| 29                                   | 下村博文                         | 第2次安倍内閣・第2次安倍改造内閣・第3次安倍内閣 | 2012年12月26日 - 2015年10月7日   |
| 30                                   | 馳浩                             | 第3次安倍第1次改造内閣                          | 2015年10月7日 - 2016年8月3日     |
| 31                                   | 松野博一                         | 第3次安倍第2次改造内閣                          | 2016年8月3日 - 2017年8月3日      |
| 32                                   | 林芳正                           | 第3次安倍第3次改造内閣・第4次安倍内閣           | 2017年8月3日 - 2018年10月2日     |
| 33                                   | 柴山昌彦                         | 第4次安倍改造内閣                               | 2018年10月2日 -2019年9月11日     |
| 34                                   | 萩生田光一                       | 第4次安倍再改造内閣                             | 2019年9月11日 - 2021年10月4日    |
| 35                                   | 末松信介                         | 第1次岸田内閣・第2次岸田内閣                    | 2021年10月4日 - 2022年8月10日    |
| 36                                   | 永岡桂子                         | 第2次岸田第1次改造内閣                          | 2022年8月10日 - 2023年9月13日    |
| 37                                   | 盛山正仁                         | 第2次岸田第2次改造内閣                          | 2023年9月13日 - 2024年10月1日    |
| 38                                   | 阿部俊子                         | 第1次石破内閣・第2次石破内閣                    | 2024年10月1日 - （現職）         |